# Slush (イベント)
スラッシュは2日間で開催される世界最大級の国際起業家・スタートアップ・投資家イベント。

## 2017年
2017年3月29日、3月30日にSlush Tokyoが東京ビッグサイトで開催された。